# A Canterbury Tale
A Canterbury Tale es una película inglesa de 1944.

## Argumento
Una chica americana y un soldado británico se encuentran en un pequeño pueblo en el camino a Canterbury. En el pueblo existe un misterioso personaje que embadurna de pegamento el cabello de las chicas que se citan con los soldados. El sospechoso es un magistrado local.
- Datos: Q133466